# Gruppo di reazione rapida "Batman"
Il Gruppo di reazione rapida "Batman" (in russo: Группа быстрого реагирования «Бэтмен») è stata un'unità militare di secessionisti filorussi della Repubblica Popolare di Lugansk che prese parte alle prime fasi della guerra del Donbass, divenendo una della quattro unità di combattimento della autoproclamata repubblica nel suo anno di fondazione.
L'unità fu specializzata nel combattere agenti nemici, esploratori e tracciatori di bersagli, squadre mobili armate con mortai e gruppi di sabotaggio e ricognizione nemici, con la capacità di bonificare insediamenti eliminando piccole forze nemiche. Il suo arsenale era dotato di molte di armi da fuoco, incluso qualche mezzo corazzato catturato, tra cui un carro armato sovietico T-64. Il gruppo prese il nome da quello di battaglia del suo comandante Aleksandr Bednov chiamato "Batman" che la guidò fino alla sua morte avvenuta nel 2015, in seguito ad un attacco a un suo convoglio.

## Ideologia
L'unità comprendeva al suo interno il gruppo "Rusič", associato al neonazismo e il gruppo di ispirazione nazionalista e zarista ''Ratibor''.
In seguito, verrà rivelato da Aleksandr Krot (membro del Partito Comunista dell'Ucraina che aveva militato nell'unità di Bednov) che il Gruppo "Batman" avrebbe dovuto essere caratterizzato dalla presenza di comunisti ma il piano non riuscì per mancanza di volontari.

## Storia

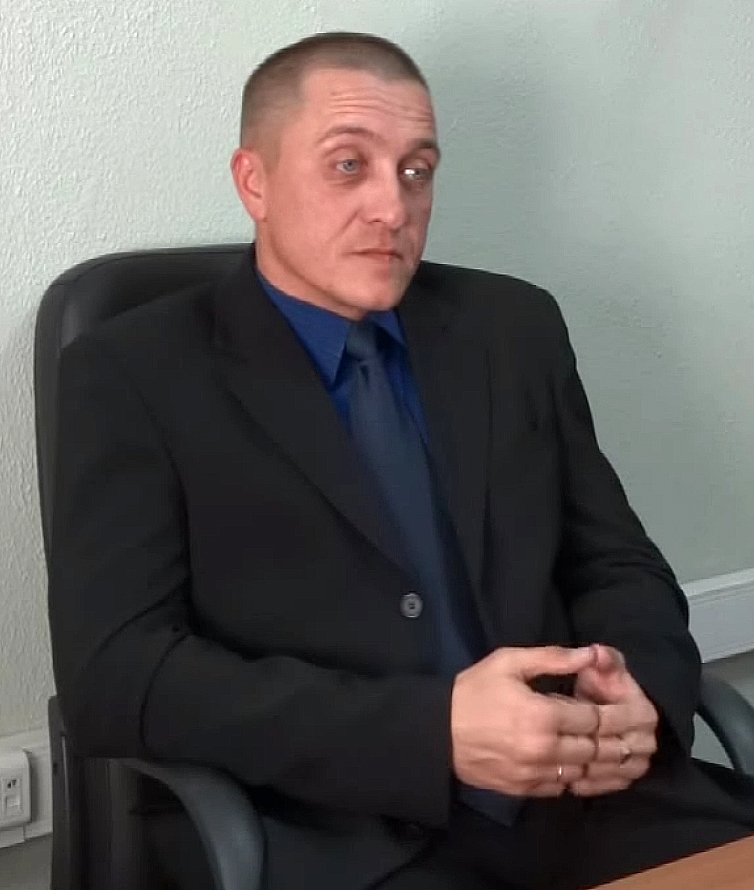
Il comandante dell'unità Alexander Bednov, durante un'intervista, due mesi prima della sua morte.

Il gruppo, inizialmente formatosi attorno a 12 combattenti divenne rapidamente un battaglione con l'aggregarsi attorno di diverse formazioni, fra cui piccoli gruppi neonazisti e zaristi come il "Rusič" capeggiato da Aleksej Mil'čakov e "squadrone Kornilov" (divenuto poi Ratibor). Si unì al gruppo anche un'unità di ossezi e altre, aggregando successivamente anche volontari provenienti da diverse aree dell'Europa orientale, tra cui quella balcanica. Un cittadino serbo divenne uno dei comandanti del gruppo "Batman". 
Nell'estate del 2014 Jan Petrovskij, un nazionalista russo che aveva vissuto per lungo tempo in Norvegia, ove venne classificato come neonazista e Aleksej Mil'čakov, giovane nazionalista russo appassionato d'armi, riunirono un gruppo di volontari russi fondando il gruppo Rusic, che divenne parte del battaglione Batman che prese parte alle battaglie per la conquista degli aeroporti di Lugansk e Doneck, e quindi operazioni di sabotaggio dietro alle linee del fronte, distinguendosi in un'imboscata, simulando un posto di blocco ucraino, contro alcuni reparti di volontari ucraini del gruppo "Aidar" avvenuta il 5 settembre che portò alla distruzione di un convoglio militare ucraino vicino Metallist, con almeno 33 combattenti ucraini uccisi, di cui alcuni, secondo fonti ucraine, uccisi dopo esser stati catturati feriti e i cui corpi, riconsegnati dopo tre giorni di trattative, presentavano mutilazioni allo stomaco.
Nel mese di giugno l'unità ha requisito come quartier generale e luogo di detenzione dei prigionieri il complesso dell'università Volodymyr Dahl East Ukrainian National University, a Lugansk, incluso il dormitorio per studenti ove alcuni vani furono utilizzati come celle e camere per gli interrogatori. Gli edifici furono utilizzati fino a novembre quando fu obbligata ad abbandonarlo con la forza, dietro disposizioni di Igor' Plotnickij.
Durante i combattimenti nel 2014 nei dintorni di Lugansk fu uno dei battaglioni che meglio si distinse tra le unità filorusse, assieme al Battaglione "Zarja" comandato da Plotnickij e "Leshiy" e nell'agosto venne ufficialmente inserito come quarto battaglione, tra le unità del ministero della difesa della Repubblica popolare di Lugansk e nel mese successivo gli impegni del battaglione furono suddivisi fra unità di combattimento al fronte e unità speciali stanziate a Lugansk, contemporaneamente iniziarono a sorgere accuse di corruzione verso che era nelle retrovie.
Verso fine anno l'attività del gruppo fu sempre più influenzata dal crescente conflitto interno fra Bednov e Plotnickij, quest'ultimo, considerato l'uomo del Cremlino, che a novembre diventerà presidente della secessionista Repubblica Popolare di Luhansk venne accusato dal comandante della Batman di traffici illeciti e appropriazione di materiale umanitario inviato nella provincia. 
Alla fine del 2014 gli scontri interni fra le diverse entità separatiste dei secessionisti filorussi della Repubblica Popolare di Lugansk si acuirono. Un mandato di cattura per Bednov e diversi altri membri del battaglione fu emesso dall'ufficio del procuratore della repubblica separatista con accuse di omicidio, detenzione illegale di persone, tortura e altri abusi. A seguito di questo mandato le forze di sicurezza forze di sicurezza separatiste cercarono di arrestare Alexander Bednov, nello scontro a fuoco che scaturì da questo tentativo di cattura Bednov venne ucciso.
Dopo la morte del suo comandante e fondatore, che secondo le informazioni dell'International Centre for Defence and Security (ICDS) sarebbe avvenuta in circostanze non chiare,e con l'intervento diretto di unità russe spetsnaz il battaglione si è disciolto nel giro di pochi mesi. Delle sue unità, il gruppo Rusič passerà in forze al Gruppo Wagner, dopo essersi ritirato dall'area del Donbass, affermando di aver raggiunto gli obiettivi fissati e di non comprendere quali fossero i presenti interessi nell'area per i quali combattere.
Il 2015 vide il proseguire delle azioni volte a rafforzare il potere centrale nella repubblica separatista, con il tentativo di creare una gerarchia meglio definita, con l'eliminazione o la ristrutturazione di tutti i gruppi armati che rifiutavano la normalizzazione. Le indagini sul battaglione Batman furono concluse nel luglio 2016, con un processo da parte del tribunale militare della Repubblica Popolare di Lugansk, con la condanna a 12-13 anni di carcere per “Maniak” (Serhiy Serhiyovych Konoplytskyi), “Omega” (Petro Vasyliovych Koptiev), “Fobus” (Oleksiy Volodymyrovych Dakhnenko), “Khokhol” (Serhiy Serhiyovych Zharinov), “Subota” (Vitaliy Hennadiyovych Nester), alcuni dei subordinati di Bednov, indicati con i loro nomi di battaglia, altri accusati di omicidi e tortura rimasero liberi.

## Letteratura
Il giornalista francese Pierre Sautreuil, che ha trascorso il 2014 come corrispondente di guerra in Donbass nell'area filorussa, ha pubblicato nel 2018 Les Guerres perdues de Youri Beliaev, centrato sull'incontro ed amicizia con Jurij Beljaev, soprannominato "Gatto", luogotenente di Bednov nel battaglione Batman. Il libro in Italia è stato pubblicato nel 2022 da Einuadi col titolo "Le guerre perdute di Jurij Beljaev".